# Грузинсько-хорватські відносини
Грузинсько-хорватські відносини (груз. საქართველო-ხორვატიის ურთიერთობები, хорв. gruzijsko-hrvatski odnosi) — історичні та поточні двосторонні відносини між Грузією та Хорватією.
Хорватію представляє в Грузії посольство Хорватії в Азербайджані, що у Баку, та почесне консульство у Тбілісі. Грузію представляє в Хорватії власне посольство в Загребі та консульство у Пулі.
Хорватія — член Європейського Союзу та НАТО, тоді як Грузія прагне вступити до ЄС і НАТО, у чому має підтримку Хорватії.

## Історія
Грузія визнала незалежну Хорватію 13 січня 1993. Дипломатичні відносини між двома державами встановлено 1 лютого 1993. Грузія і Хорватія успішно співпрацюють у міжнародних організаціях. Крім того, між обома країнами підписано чотири міжнародні угоди. Вони регулюють відносини між міністерствами закордонних справ, а також співробітництво в галузі культури та економіки.
У 2007—2010 роках Грузію в Хорватії представляло Посольство Грузії в Греції, а з 2010 року — Посольство Грузії в Угорщині. У 2023 році відкрилося Посольство Грузії в Хорватії. Хорватію в Грузії раніше представляло Посольство Хорватії в Греції, а нині — Посольство Хорватії в Азербайджані.
Уперше візит міністра закордонних справ Хорватії до Грузії відбувся 9 лютого 2023 року. В рамках цього візиту голова хорватського зовнішньополітичного відомства Гордан Грлич Радман зустрівся з прем'єр-міністром Грузії Іраклієм Гарібашвілі та зі своїм грузинським колегою Іллею Дарчіашвілі.
24 липня 2023 року Хорватію відвідав прем'єр-міністр Грузії Іраклій Гарібашвілі, ставши першим керівником грузинського уряду, що завітав до Хорватії за 30 років дипломатичних відносин між двома країнами. Прем'єр-міністра Грузії прийняв у Загребі його хорватський колега Андрей Пленкович, обговоривши двосторонні відносини та шлях Грузії до європейської та трансатлантичної інтеграції. В ході зустрічі Пленкович запевнив у незмінності підтримки Грузії в її реформаторських зусиллях, європейських та трансатлантичних амбіціях, попри те, що політична ситуація та ситуація з безпекою в Грузії є складною та чутливою. Водночас грузинський прем'єр зазначив, що вважає Хорватію дружньою країною-партнером, яка слугує прикладом для Грузії в Південно-Східній Європі, та що цінує рішучу підтримку Хорватією територіальної цілісності Грузії. Також Гарібашвілі офіційно відкрив посольство Грузії в Хорватії, що оцінив як можливість зміцнити двосторонні відносини та посилити присутність Грузії на цих обширах.

21 листопада 2023 року парламент Хорватії відвідала делегація парламенту Грузії. На зустрічі з нею голова Комітету з європейських справ хорватського парламенту Домагой Хайдукович наголосив, що «8 листопада Єврокомісія оголосила Пакет розширення 2023 року, до якого вперше увійшла Грузія», додавши, що особисто писав президентові Європейської Ради Шарлю Мішелю про надання позитивного рішення щодо Грузії. Другою з низки зустрічей із грузинською делегацією була розмова з головою Міжпарламентської групи дружби Хорватія—Грузія Давором Дретарем, який, серед іншого, зазначив, що взаємини міжпарламентських груп дружби ґрунтуються на довірі та повазі, а активна співпраця у сфері культури та на міжнародному рівні може їх ще більше покращити.
22 квітня 2024 року міністр закордонних справ Грузії Ілля Дарчіашвілі зустрівся зі своїм хорватським колегою Горданом Грличем Радманом, обговоривши плідну співпрацю між двома державами.